# Държавен изпит
Държавният изпит е окончателен изпит, на който се явяват студентите след приключване на семестриалното обучение,за придобиване на образователна и квалификационна степен „бакалавър“ или „магистър“. Студентите в България могат да завършат висшето си образование с подготвяне и защита на дипломна работа или да се явят на държавен изпит.
Държавните изпити са: писмени, устни, теоретични, практически и практико-приложни.
Видът и броят на държавните изпити се определят в учебните планове на програмите за обучение в съответствие с държавните изисквания. Студентите, които са изпълнили задълженията си по учебен план, подават заявления за явяване на държавен изпит по установения във факултета ред в рамките на регламентираните от факултета срокове. Ако в рамките на една сесия студентът се явява на повече от един държавен изпит, заявлението се подава преди първия изпит.